# Microphthalmus carolinensis
Microphthalmus carolinensis är en ringmaskart som beskrevs av Westheide och Rieger 1987. Microphthalmus carolinensis ingår i släktet Microphthalmus och familjen Hesionidae. Inga underarter finns listade i Catalogue of Life.